# 村上輝康
村上 輝康（むらかみ てるやす、1945年10月15日 - ）は、日本のエコノミスト、シンクタンカー。日本最初のシンクタンクといわれる野村総合研究所の創設直後から、研究員、管理者、経営者として、一貫してシンクタンクで活動し、現在は、個人シンクタンク、産業戦略研究所代表。日本生産性本部理事、サービス産業生産性協議会幹事。情報学博士（京都大学）。2000年代には、u-Japan政策懇談会座長、情報通信審議会政策部会長、産業構造審議会情報経済分科会長、IT戦略本部有識者本部員、慶應義塾大学総合政策学部教授（特別招聘）、野村総合研究所理事長等を歴任して、ユビキタスネットワークという概念を提唱し普及に努めた。
スマホの登場と共に、日本のIT産業が足をすくわれてしまった反省の上にたち、2010年代以降は、サービスに対する科学的・工学的アプローチによるサービスイノベーションの実現に、多様な情報発信や経済団体での活動を通じて取り組み、サービソロジー（サービス学）の産業界への啓発に注力。2012年のサービス学会の発足と共に発表した「サービス価値共創フレームワーク」の改良を重ね、自身が委員長を務めた第3回（2019年）、第4回（2021年）の日本サービス大賞の選考に応用し、そのフレームワークを発展させた「価値共創のサービスモデル」を産業界の研修に活用する等、「価値共創としてのサービス」の産業的な認知度向上に貢献。

## 略歴
- 1964年 大阪府立大手前高校卒業
- 1968年 京都大学経済学部卒業
- 1968年 野村総合研究所入社
- 1972年 ピッツバーグ大学公共国際問題修士課程修了
- 1991年 野村総合研究所　研究理事
- 1996年 同所　取締役　新社会システム事業本部長
- 1997年 同所　常務取締役　新社会システム事業本部長
- 2000年 同所　専務取締役　リサーチコンサルティング部門・研究開発担当
- 2001年 同所　代表取締役専務・リサーチコンサルティング部門・国際本部・研究開発担当
- 2002年 同所　理事長
- 2005年 京都大学情報学博士
- 2007年 サービス産業生産性協議会 副代表幹事（～2013年、その後幹事）
- 2008年 野村総合研究所　シニアフェロー
- 2012年 サービス学会 顧問（～2022年、その後名誉会員[3]）
- 2012年 産業戦略研究所 代表（現職）
- 2021年 日本生産性本部 理事（現職）

## 著書
- 『創造の戦略』（1990）、『共感の戦略』（1991）、『共生の戦略』（1992）、『未来萌芽』（1993）、『仕組み革新』（1994）、『産業創発』（1999）、『ユビキタス・ネットワーク』（2000）、『ユビキタスネットワークと市場創造』（2001）、『ユビキタスネットワークと新社会システム』（2002）。以上の野村総合研究所刊行物を村上輝康編著。
- 村上輝康、『知識サービスマネジメント』（東洋経済新報社、2013）
- 村上輝康、新井民夫、JST社会技術研究開発センター（編著）『サービソロジーへの招待』（東京大学出版会）
- 村上輝康、松井拓己（編著）、サービス産業生産性協議会（協力）『価値共創のサービスイノベーション実践論』（生産性出版、2021）

以下、チャプター執筆。
- サイバー社会基盤研究推進センター（ＣＣＣＩ）、慶應義塾大学、野村総合研究所（編著）『サイバー社会の展望』（野村総合研究所、1996）
- 増田裕司、須藤修（監修）『ネットワーク世紀の社会経済システム』（富士通ブックス、1996）
- 辻村和佑（編）『マルチメディアオムニバス』（東洋経済新報社1999）
- 赤松幹之、新井民夫、内藤耕、村上輝康、吉本一穂（監修）『サービス工学』（朝倉書店、2012）
- 産業技術総合研究所、『社会の中で社会のためのサービス工学』（カナリア書房、2014）

以下、英文等出版。
- T. Murakami & T. Nishiwaki et al Nomura Research Institute, 『Strategy for Creation』（Woodhead Publishing, 1991）
- 野村総合研究所（編）劉冽卿（訳）『創造의戦略』（汎文社、1991）
- T. Murakami y T. Nishiwaki y colaboradores Nomura Research Institute『Estrategia para la Creacion』（Panorama, 1993）

以下、英文出版Chapter執筆。
- Daniel Yergin & Martin Hellenbrand,『Global Insecurity』(Houghton Mifflin, 1982)
- S. K. Kwan, J. C. Spohler, Y. Sawatani, (Ed.), 『Global Perspectives on Service Science in Japan』（Springer, 2016）
- Y. Sawatani, S. K. Kwan, J. C. Spohler, T. Takenaka, (Ed.)『Serviceology for Smart Service System』（Springer, 2017）